# Бакланица
Бакланица, Бокланицы — деревня в Себежском районе Псковской области России. Входит в состав сельского поселения Себежское.

## География
Находится на юго-западе региона, в северной части района, в обезлесенной местности у автодороги 58К-557 «Себеж — Томсино».
Уличная сеть не развита.

## История
В 1802—1924 годах земли поселения Бокланица входили в Себежский уезд Витебской губернии.
В 1941—1944 гг. местность находилась под фашистской оккупацией войсками Гитлеровской Германии.
До 1995 года деревня входила в Томсинский сельсовет. Постановлением Псковского областного Собрания депутатов от 26 января 1995 года все сельсоветы в Псковской области были переименованы в волости и деревня стала частью Томсинской волости.
В 2010 году Томсинская волость была упразднена, и деревня Бакланица вместе с другими населёнными пунктами, была влита в состав нового муниципального образования «сельское поселение Себежское».

## Население
| 2001 | 2002 | 2010 |
| ---- | ---- | ---- |
| 11   | ↘8   | ↘4   |

Согласно результатам переписи 2002 года, в национальной структуре населения русские составляли 100 % от общей численности в 8 чел..

## Инфраструктура
Личное подсобное хозяйство.
На местном кладбище находится воинское захоронениеи: 6 одиночных могил, 6 надгробий из мраморной крошки0,6х1,25х0,20 м; металлических тумб в виде усечённой пирамиды Н — 1,2 м, основание 0,5 м. Количество захороненных: 4 известных и 3 неизвестных участников сопротивления.

## Транспорт
Деревня доступна по автодороге 58К-557 Себеж — Томсино.